# Свељо
Свељо (итал. Sueglio) је насеље у Италији у округу Леко, региону Ломбардија.
Према процени из 2011. у насељу је живело 167 становника. Насеље се налази на надморској висини од 761 м.

## Становништво
Према резултатима пописа становништва 2011. у општини је живело 147 становника.
| 1931. | 1936. | 1951. | 1961. | 1971. | 1981. | 1991. | 2001. | 2011. |
| ----- | ----- | ----- | ----- | ----- | ----- | ----- | ----- | ----- |
| 441   | 427   | 358   | 331   | 257   | 232   | 184   | 172   | 147   |